# Сельское поселение «Верхнецасучейское»
Се́льское поселе́ние «Верхнецасучейское» — муниципальное образование в Ононском районе Забайкальского края Российской Федерации.
Административный центр — село Верхний Цасучей.

## История
Статус и границы сельского поселения установлены Законом Читинской области от 19 мая 2004 года «Об установлении границ, наименований вновь образованных муниципальных образований и наделении их статусом сельского, городского поселения в Читинской области».

## Население
| 2010 | 2011 | 2012 | 2013 | 2014  | 2015 | 2016 |
| ---- | ---- | ---- | ---- | ----- | ---- | ---- |
| 945  | ↘940 | ↘936 | ↘903 | ↘893  | ↘892 | ↘884 |
| 2017 | 2018 | 2019 | 2020 | 2021  |      |      |
| ↘880 | ↘860 | ↘841 | ↘816 | ↗1026 |      |      |

## Состав сельского поселения
| № | Населённый пункт | Тип населённого пункта       | Население |
| - | ---------------- | ---------------------------- | --------- |
| 1 | Верхний Цасучей  | село, административный центр | ↗1026     |